# Жумаканов, Владимир Зейноллович
Жумаканов, Владимир Зейноллович (род. 07.11.1955, с. Дулково, Гаринский район, Свердловская область, РСФСР) — казахстанский военный деятель, советник Президента Республики Казахстан, бывший председатель комитета национальной безопасности Республики Казахстан (2015—2016), генерал-лейтенант.

## Биография
Родился 7 ноября 1955 года в селе Дулково Гаринского района Свердловской области.
В 1977 году окончил Казахский государственный университет им. С. М. Кирова по специальности «химик».
Трудовую деятельность начал в 1977 году научным сотрудником Казахского государственного университета им. С. М. Кирова.
С 1982 года начал работу в органах государственной безопасности СССР, затем национальной безопасности Республики Казахстан.
С 1984 по 1989 годы учёба в Высшей Краснознаменной школе Комитета государственной безопасности СССР им. Ф. Э. Дзержинского.
С августа 2001 года по ноябрь 2007 года — начальник департамента антитеррора, затем 10-го департамента («защита конституционного строя») Комитета национальной безопасности Республики Казахстан.
28 ноября 2007 года назначен на должность заместителя председателя Комитета национальной безопасности Республики Казахстан.
С августа 2010 года — первый заместитель председателя Комитета национальной безопасности Республики Казахстан.
25 декабря 2015 года Указом Президента назначен председателем Комитета национальной безопасности Республики Казахстан.
8 сентября 2016 года освобожден от занимаемой должности председателя КНБ РК и назначен советником Президента Республики Казахстан.
13 сентября 2016 года назначен помощником президента — секретарем Совета безопасности Республики Казахстан
04 апреля 2018 года Указом президента Республики Казахстан освобожден от занимаемой должности помощника Президента — Секретаря Совета Безопасности Республики Казахстан.

## Награды
- Орден «Данк» 1 степени (2015)
- Орден «Данк» 2 степени (2008)
- Орден Айбын 2 степени (2004)
- Медали
- Почётный сотрудник Комитета национальной безопасности Республики Казахстан